# Бессарабський район
Бессарабський район або Бесарабя́ска (рум. Basarabeasca) — район у південній Молдові. Адміністративний центр — Бессарабка.
Розташований біля кордону з Україною. Межує з Чимішлійським районом Молдови на півночі та північному заході, Гагаузією на півдні та заході, Тарутинським районом Одеської області на сході.
Національний склад населення згідно з Переписом населення Молдови 2004  та 2014 років .
|                   | 2004           | 2004      | 2014           | 2014      |
| етнічна група     | кількість осіб | Частка, % | кількість осіб | Частка, % |
| ----------------- | -------------- | --------- | -------------- | --------- |
| молдовани/румуни  | 20 288         | 70,01     | 16 245         | 70,59     |
| росіяни           | 2 568          | 8,86      | 1 919          | 8,34      |
| ґаґаузи           | 2 220          | 7,66      | 1 675          | 7,28      |
| українці          | 1 948          | 6,72      | 1 242          | 5,40      |
| болгари           | 1 544          | 5,33      | 1 120          | 4,87      |
| цигани            | 216            | 0,75      | 218            | 0,95      |
| євреї             | 13             | 0,04      | ...            | ...       |
| поляки            | 5              | 0,02      | ...            | ...       |
| інші / не вказали | 176            | 0,61      | 593            | 2,57      |
| Всього            | 28 978         | 100       | 23 012         | 100       |

Повсякденна мова мешканців району (2014):
|                      | кількість осіб | Частка, % |
| -------------------- | -------------- | --------- |
| молдовська/румунська | 14 193         | 61,68     |
| російська            | 7 507          | 32,62     |
| інші                 | 389            | 1,69      |
| не вказали           | 923            | 4,01      |
| всього               | 23 012         | 100       |